# Prevostura di Abbetesrode
La Prevostura di Abbetesrode (detta anche prevostura di Abterode) era un monastero benedettino fondato intorno al 1077 come filiale dell'abbazia di Fulda nella città attuale di Abterode, in Germania, sede amministrativa del comune di Meißner nel distretto di Werra-Meißner nell'Assia settentrionale. Era una prevostura benedettina.

## Storia
L'abate Ruthard di Fulda istituì la prevostura di Abbetesrode nel 1077, attorno alla chiesa già consacrata a San Vincenzo di Valencia e all'insediamento costituito attorno ad essa. Per quanto l'abbazia di Fulda non vantasse molte proprietà terriere nell'area, la prevostura venne in gran parte costituita per l'influenza dei conti di Bilstein che non a caso vennero poi nominati ufficiali giudiziari degli abati di Fulda. 
Col tempo, a ogni modo, i conti di Bilstein iniziarono a disinteressarsi al monastero, favorendo invece quello premonstratense fondato dalla loro stessa famiglia a Germerode, a soli quattro chilometri di distanza, nel 1144 dal conte Ruggero II. Il convento di Abettesrode perse importanza e fu quindi definitivamente soppresso e dal 1544 la sua chiesa prepositurale divenne la locale chiesa parrocchiale del villaggio di Abterode. Venne invece mantenuto attivo (per quanto unicamente onorifico) l'incarico di prevosto, anche se spesso tale carica era unicamente commendataria e dunque non aveva alcun potere direttivo in loco.